# Wijtiwzi (Chmilnyk)
Wijtiwzi (ukrainisch Війтівці; russisch Войтовцы Woitowzy, polnisch Wójtowce) ist ein Dorf im Nordwesten der ukrainischen Oblast Winnyzja mit etwa 1900 Einwohnern (2017).
Das erstmals 1788 schriftlich erwähnte Dorf wurde einem Lokalhistoriker nach 1584 gegründet, hieß bis 1776 Sloboda Wijta (Слобода Війта) und erhielt dann seinen heutigen Namen. Zwischen 1946 und 2016 hieß das Dorf Schdaniwka (Жданівка) bevor es, auf Grund der Dekommunisierung in der Ukraine seinen alten Namen zurückerhielt.
Die Ortschaft liegt auf einer Höhe von 272 m am Ufer der Chwossa (Хвоса), einem 18 km langen Nebenfluss des Südlichen Bugs, 10 km nördlich vom Rajonzentrum Chmilnyk und 70 km nordwestlich vom Oblastzentrum Winnyzja.

## Verwaltungsgliederung
Am 12. Juni 2020 wurde das Dorf zum Zentrum der neugegründeten Landgemeinde Schdaniwka (Жданівська сільська громада/Schdaniwska silska hromada). Zu dieser zählen auch die 14 in der untenstehenden Tabelle aufgelisteten Dörfer, bis dahin bildete es zusammen mit den Dörfern Dibriwka und Olhyne die gleichnamige Landratsgemeinde Schdaniwka (Жданівська сільська рада/Schdaniwska silska rada) im Westen des Rajons Chmilnyk.
Folgende Orte sind neben dem Hauptort Wijtiwzi Teil der Gemeinde:
| Name                     | Name          | Name                             |
| ukrainisch transkribiert | ukrainisch    | russisch                         |
| ------------------------ | ------------- | -------------------------------- |
| Derschaniwka             | Держанівка    | Держановка (Derschanowka)        |
| Dibriwka                 | Дібрівка      | Дибровка (Dibrowka)              |
| Katschaniwka             | Качанівка     | Качановка (Katschanowka)         |
| Lissohirka               | Лісогірка     | Лесогорка (Lessogorka)           |
| Marjaniwka               | Мар’янівка    | Марьяновка (Marjanowka)          |
| Nowa Sulkiwka            | Нова Сулківка | Новая Сулковка (Nowaja Sulkowka) |
| Olhyne                   | Ольгине       | Ольгино (Olgino)                 |
| Semky                    | Семки         | Семки (Semki)                    |
| Sofijiwka                | Софіївка      | Софиевка (Sofijewka)             |
| Sulkiwka                 | Сулківка      | Сулковка (Sulkowka)              |
| Tereschpil               | Терешпіль     | Терешполь (Tereschpol)           |
| Tortschyn                | Торчин        | Торчин (Tortschin)               |
| Ukrajinske               | Українське    | Украинское (Ukrainskoje)         |
| Wolodymyriwka            | Володимирівка | Владимировка (Wladimirowka)      |